# 王克敏
王克敏（1876年5月4日—1945年12月25日），字叔魯，浙江杭州人，中华民国政治人物、銀行家、外交官，日本扶持政權「中華民國臨時政府」的首腦之一。

## 生平

### 清朝、北京政府
光绪二十九年（1903年）举人。光緒二十七年（1901年）被清朝官派往日本。历任浙江留日官費生经理員、留日浙江学生監督、駐日公使館参赞。光緒三十二年（1906年），出任留日学生副監督。翌年归国，先后在度支部、外務部任职。光緒三十四年（1908年），在直隸总督杨士骧手下负责外交事務。宣統二年（1910年），任直隸交涉使。
民国二年（1913年），王克敏外遊法国，归国後任中法实业銀行董事。民国六年（1917年）7月，任中国銀行总裁。同年11月，任王士珍臨時内閣的財政总長，兼任中国銀行总裁、盐務署督办。民国7年（1918年）辞任。同年12月，南北政府举办和平善後会議，王克敏为北京政府代表之一。民国九年（1920年）以后，历任中法实业銀行总裁、天津保商銀行总理、中国銀行总裁。
民国十二年（1923年）7月，王克敏就任高凌霨内閣財政总長。不久，在奉系领导人張作霖的反对下，王克敏仅任职一周便被迫辞职。10月，辞任中国銀行总裁。同年11月，直系曹锟大总统統为解决金佛郎案，任命和该案关系密切的王克敏为財政总長。次年7月，时任財政总長的王克敏与国务总理孙宝琦因“金佛郎案”发生矛盾，王克敏受到大总统曹锟袒护，导致孙宝琦辞职。民国十三年（1924年）10月，冯玉祥等人发动了甲子政变，拘禁大总统曹锟，王克敏也因而失势。后来，王克敏复归公職，投靠昔日政敵張作霖，出任关税自主委員会委員。

### 国民政府

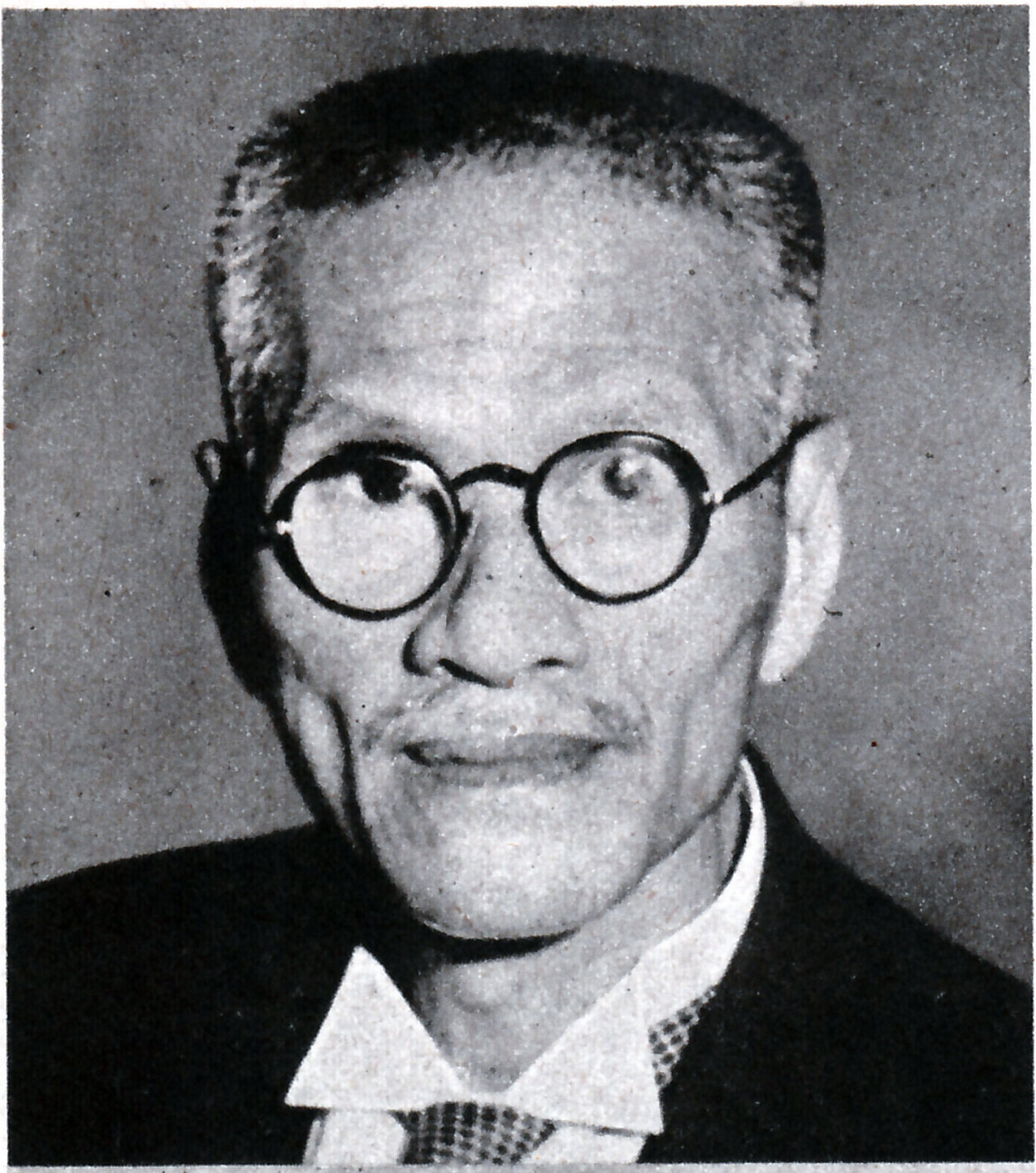

民国十七年（1928年）6月，北伐军击败張作霖，發佈通緝令捉拿王克敏，王克敏逃往大連。後来，在張学良庇護下，出任東北边防軍司令長官公署参議兼財務处处長。经張学良斡旋，民国十八年（1929年）11月通缉令被解除。
民国二十一年（1932年）后，历任東北政務委員会委員、北平政務委員会財務整理委員会副委員長、行政院駐平政務整理員会財務处主任、華北战区救濟委員会常務委員、天津特别市市長、代理行政院駐平政務整理委員会委員長、冀察政務委員会委員、冀察政務委員会经济委員会主席。

### “中華民国臨時政府”
民国二十六年（1937年），抗日战争爆发後，同年10月，日本北支那方面軍特務部長喜多誠一在北平物色了王克敏、王揖唐等人，开始组织親日傀儡政权。同年12月14日，親日傀儡政权“中華民国臨時政府”在北平成立，王克敏任行政委員会委員長兼議政委員会常務委員兼行政部总長，成为该政府事实上的最高首脑。翌年，王克敏开始和在南京建立了另一个親日傀儡政权“中華民国維新政府”的梁鴻志就双方合并事宜进行交涉。同年3月28日军统局北平站站长陳恭澍謀组刺殺王克敏未遂，王克敏仅受伤。同年9月22日，中華民国政府联合委員会在北平設立，成为臨時政府与維新政府的联合機关。民国二十八年（1939年）6月，王克敏开始同汪精卫交涉双方合并事宜，达成妥协。
民国二十九年（1940年）3月，汪精卫的南京国民政府成立，王克敏的臨時政府、梁鴻志的維新政府均併入。南京国民政府下的原臨時政府統治区设立華北政務委員会，王克敏任委員長兼内政总署督办。不久，王克敏与兴亚院華北連絡部部長森冈皋（喜多誠一的後任）、汪精卫对立，同年6月被迫辞任。
此後，王克敏任南京国民政府中央政治委員会委員。民国三十二年（1943年）6月，再度出任華北政務委員会委員長。此后历任中央政治委員会当然委員、延聘委員，最高国防会議委員，全国经济委員会副委員長，物資調查委員会委員長。民国三十四年（1945年）2月，王克敏因病辞去所有职务。8月，日本投降。12月6日，王克敏因漢奸罪在北平被捕，25日在獄中死去，终年73岁。一般认为他是自殺，但也有说法认为是病死。

## 家族
- 王存善，王克敏之父。[來源請求]
- 王遵级，王克敏侄女，1939年去延安参加共產黨，被康生当做特工，关押五年。中华人民共和国建国后任中国科学院地学部办公室主任。[來源請求]

## 軼事
- 留歐雕刻家王如玖曾為其雕像。
- 喜愛收藏，在琉璃廠開了「鑒古齋」古玩店。